# Smrt in pogreb Josifa Stalina
Josif Stalin, drugi vodja Sovjetske zveze, je umrl 5. marca 1953 v vasi Kuncevo blizu Moskve po možganski kapi. V njegovo čast je bil prirejen državni pogreb z razglašenim štiridnevnim narodnim žalovanjem. Njegovo truplo so balzamirali in pokopali v Leninovem in Stalinovem mavzoleju, kjer je ostalo do leta 1961. Za organizacijo pogreba so bili zadolženi Nikita Hruščov, Georgij Malenkov, Vjačeslav Molotov in Lavrentij Berija.

## Bolezen in smrt
Stalinovo zdravje se je proti koncu druge svetovne vojne močno poslabšalo. Zaradi močnega kajenja, blage kapi med Parado zmage maja 1945 in hudega srčnega napada oktobra 1945 je zbolel za aterosklerozo.
Zadnji trije dnevi Stalinovega življenja so bili podrobno opisani, najprej v uradnih sovjetskih objavah v Pravdi, nato pa v popolnem angleškem prevodu, ki je kmalu zatem sledil v Current Digest of the Soviet Press. Kot je opisal Volkogonov, se je 28. februarja 1953 Stalin in njegov ožji krog, ki so ga takrat sestavljali Malenkov, Molotov, Berija in Hruščov ter nekaj drugih, zbralo, kot običajno, na večerji z uživanjem alkoholnih pijač. Gostje so se razšli 1. marca ob približno 4:00, Stalin pa se je umaknil v svoj zasebni prostor, kar je bilo regulirano s strogimi navodili, naj ga ne motijo, dokler se ne zaslišijo zvoki, ki kažejo, da se je zbudil. Čas je minil in ves dan ni bilo slišati nobenih zvokov. 1. marca ob 23:00 zvečer je njegova gospodinja previdno vstopila v njegovo sobo in ga našla ležečega na tleh, oblečenega v pižamo in srajco. Bil je nezavesten, težko je dihal, inkontinenten in se ni odzival na poskuse bujenja.
2. marca ob 7:00 zjutraj so poklicali Berija in skupino medicinskih izvedencev, ki so Stalina pregledali. Preiskava je pokazala višino krvnega tlaka 190/110 in desnostransko hemiplegijo. Ugotovili so, da je Stalin, ki je imel v preteklosti nekontrolirano hipertenzijo, doživel možgansko kap leve srednje možganske arterije. V naslednjih dveh dneh je bil deležen različnih zdravljenj, sledil je tudi poskus znižanja krvnega tlaka, ki se je povzpel na 210/120, v naslednjih dveh dneh so mu na vrat in obraz nanesli dve ločeni vrsti po osem pijavk. Njegovo zdravje se je še naprej slabšalo in 74-letni Josif Stalin je umrl 5. marca 1953 ob 21:50.

Po njegovi smrti so njegovo truplo nato odpeljali na neopredeljeno mesto in izvedli obdukcijo, nato pa ga balzamirali za javni ogled. Poskusi najdbe prvotnega poročila o obdukciji so bili do nedavnega neuspešni, o najpomembnejših ugotovitvah pa so poročali v posebnem biltenu v Pravdi 7. marca 1953, in sicer:
"Patološko-anatomski pregled trupla J. V. Stalina"

Patološki pregled je odkril veliko krvavitev, lokalizirano na območju subkortikalnih središč leve možganske poloble. Ta krvavitev je uničila pomembna področja možganov in povzročila nepopravljive spremembe v dihanju in krvnem obtoku. Poleg možganske krvavitve so našli pomembno hipertrofijo levega prekata srca, številne krvavitve v miokardu, želodcu in črevesni sluznici; aterosklerotične spremembe na žilah, vidnejše v možganskih arterijah. To je posledica hipertenzije. Rezultati patološkega pregleda so razkrili nepopravljivo stanje Stalinove bolezni od trenutka krvavitve v možganih. Zato noben poskus zdravljenja ni mogel privesti do ugodnega izida in preprečiti usodnega konca."
Kot je povzeto zgoraj, namesto da bi sumili zaroto Berija, na katerega je padel sum zaradi domnevne izjave Molotovu, »Pospravil sem ga« in na videz namerne zamude pri zdravljenju Stalina, so bile videne fizične spremembe med obdukcijo skladne  z ekstrakranialnimi spremembami, ki se pogosto pojavijo pri žrtvah možganske kapi. Sin Lavrentija Berije, Sergijo Berija, je kasneje pripovedoval, da je njegova mati Nina po Stalinovi smrti obvestila moža, da je »tvoj položaj zdaj še bolj negotov kot takrat, ko je bil Stalin živ.« To se je izkazalo za pravilno; nekaj mesecev kasneje, junija 1953, je bil Berija aretiran in obtožen številnih zločinov, vendar nobenega v zvezi s Stalinovo smrtjo. Kasneje so ga usmrtili po ukazu nekdanjih kolegov iz Politbiroja, vendar obstajajo nasprotujoče si zgodbe, kdaj in kje se je to zgodilo.

## Pogreb
6. marca je bila krsta s Stalinovim truplom pripeljana v Stebriščno dvorano v Hišo sindikatov in tam ostala tri dni, kjer je bila na voljo za ogled. Truplo je bilo 9. marca pripeljano na Rdeči trg, preden je bilo pokopano v Leninovem mavzoleju (kjer je ostalo do leta 1961). Na pogrebnem govoru so govorili Hruščov, Malenkov, Molotov in Berija, nato pa so pogrebniki nesli krsto v mavzolej. Medtem, ko so Stalinovo truplo v krsti spuščali v grob, je bila opoldne po moskovskem času po vsej državi sprožena minuta molka v znak spoštovanja. Ko so zvonovi kremeljskega stolpa odzvanjali uro, so se po vsej državi zaslišale sirene in rogovi ter iz 21 topov iz okolice Kremlja izstrelili častno salvo. Podobna obredja so bila tudi v drugih državah Varšavskega pakta, skupaj s Kitajsko, Mongolijo in Severno Korejo. Takoj po končani tišini je vojaška godba zaigrala sovjetsko himno, po njej pa je bila v čast Stalinu organizirana vojaška parada moskovskega garnizona. V prizadevanjih javnosti, da bi se poklonila Stalinu, je bilo več ljudi poteptanih s strani velikanske množice. Hruščov je kasneje podal oceno, da je v množici umrlo okoli 109 ljudi, čeprav je bilo dejansko število smrtnih žrtev verjetno več tisoč.